# Cahnite
La cahnite est un minéral de la famille des borates, de teinte blanche ou incolore cassant ayant un clivage parfait et qui est généralement transparent. Il forme généralement des cristaux de forme tétragonale et a une dureté de 3. 
La cahnite a été découverte en 1921 et nommée en l'honneur de Lazard Cahn (1865-1940), collectionneur et marchand de minéraux américain et probable découvreur du minéral, elle a comme symbole Cah attribué par l'IMA. Sa localité type est la mine Franklin, à Franklin, New Jersey. Une douzaine de gisements sont connus à travers le monde, comme au Japon ou les carrières Vallerano à Rome, Italie.
Elle se forme au sein de pegmatites recoupant un gisement de zinc modifié,. La formule chimique de la cahnite est Ca2B[AsO4](OH)4,. Elle est composée à 26,91 % de calcium, 3,63 % de bore, 25,15 % d'arsenic, 1,35 % d'hydrogène et 42,96 % d'oxygène. Sa masse molaire est de 297,91 grammes. La cahnite n'est pas radioactive et se retrouve associée à d'autres minéraux : la willémite, la rhodonite, la pyrochroïte, l'hédyphane, la datolite et la baryte. 